# 미쓰자와 공원 구기장
미쓰자와 공원 구기장(三ツ沢公園球技場)은 일본 가나가와현 요코하마시 가나가와 구 쓰자와 쓰루 공원에 있는 경기장이다. 본래의 이름은 쓰자와 쓰루 공원 구기장이나 요코하마시에 소재한 한 자동차 부품 업체가 명명권을 보유하여 2008년부터 이름이 사용되고 있다. 이 경기장은 1955년 개장되었으며 도쿄 올림픽을 위하여 1964년에 확장되었고, 실제로 축구 종목에서 경기장이 사용되었다. 현재는 J1리그 요코하마 F. 마리노스의 세컨드 경기장이며, J2리그 요코하마 FC의 홈 구장이기도 하다. 이 경기장에서는 주로 축구 경기가 열리며 이외에도 럭비 경기가 종종 개최된다. 이 경기장의 수용인원은 15454명이다.